# Zalaszentgrót
Zalaszentgrót è una città dell'Ungheria di 7.547 abitanti (dati 2007). È situata nella contea di Zala.